# Myra Römer

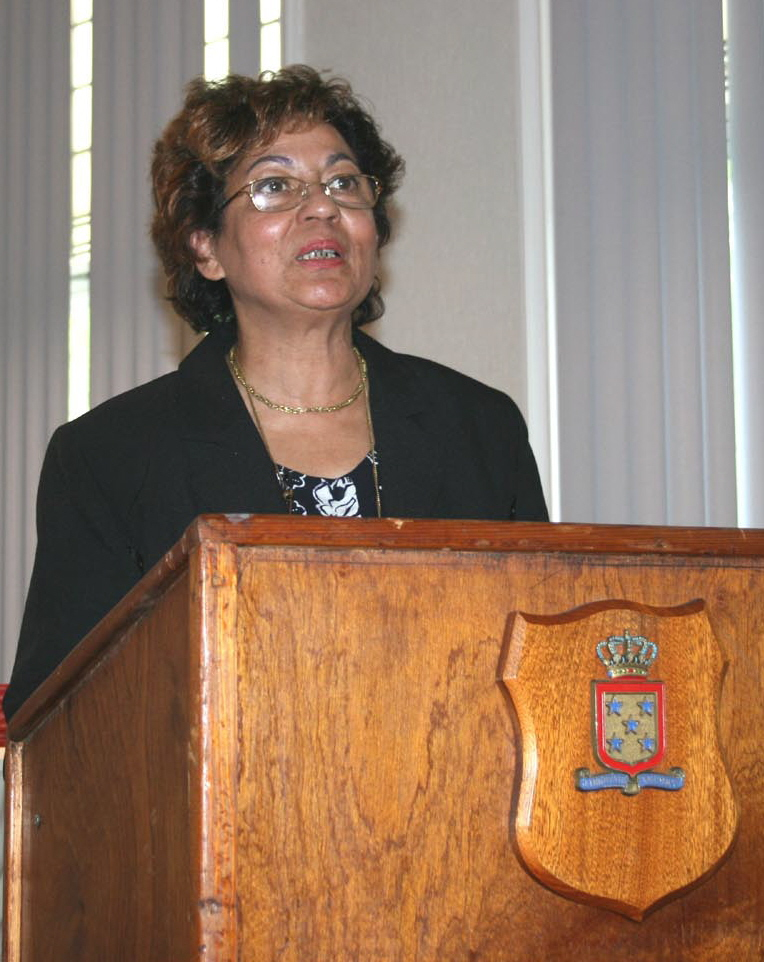
Myra Römer in het Antillenhuis, Den Haag, in 2008, bij een lezing van Michiel van Kempen over haar roman Het geheim van Gracia.

Myra Römer (Curaçao, 16 september 1946) is een Nederlands-Antilliaans dichteres, schrijfster en kunstenares.
Römer volgde de HBS op het Peter Stuyvesant College op Curaçao. Op jonge leeftijd bleek ze al een begenadigde tekenaar en schilder. Op achttienjarige leeftijd vertrok ze naar Nederland, waar ze in Tilburg de Katholieke Academie voor Beeldende Kunsten volgde. In 1970 vertrok ze naar Groningen, waar ze aan de Rijksuniversiteit Groningen kunstgeschiedenis en archeologie studeerde. Römer werkte meer dan dertig jaar als tekendocente aan een middelbare school in Leek, waarvan sinds 1988 ook als conrector.
Gedurende haar hele leven heeft Römer ook gedichten en korte verhalen geschreven. Nadat ze in 2001 met FPU ging, legde ze zich op schrijven toe. Al in 1970 publiceerde ze in het Antilliaanse literaire tijdschrift Watapana. In 1999 verscheen haar debuutbundel Een roeier in de nacht, een gelegenheidsuitgave bij het jubileum van een aantal leraren aan het Nienoordcollege in Leek. In 2000 verschenen van vijf van haar gedichten in de bundel Voetsporen (red. Astrid Roemer en Remco Ekkers). In 2001 kwam haar dichtbundel Na mi nomber/Bij mijn naam uit. In 2005 publiceerde ze Verhalen van Fita, een bundel korte verhalen over het opgroeien van een meisje op Curaçao. In 2008 verscheen haar boek Het geheim van Gracia, een roman die handelt over een vrouw die op jeugdige leeftijd is verkracht, met voodoo wraak heeft genomen op haar verkrachter, waarna demonen haar tot op hoge leeftijd blijven achtervolgen.

## Werk van Myra Römer
- (1970) - 'Pierrot; Ik zou; Dorst.' In: Watapana, jaargang II, nummer 6, p. 2-3.
- (1971) - 'Met alleen; Gisteren was ik niet alleen; in deze stilte.' In: Watapana, jaargang III, nummer 4, p. 11.
- (1999) - Een roeier in de nacht, een gelegenheidsuitgave bij het jubileum van een aantal leraren aan het Nienoordcollege in Leek.
- (2001) - Na mi nomber / Bij mijn naam. (Eigen beheer)
- (2005) - Verhalen van Fita. Amsterdam/Antwerpen: Atlas.
- (2008) - Het geheim van Gracia. Amsterdam/Antwerpen: Atlas.